# Аерозольний диспенсер

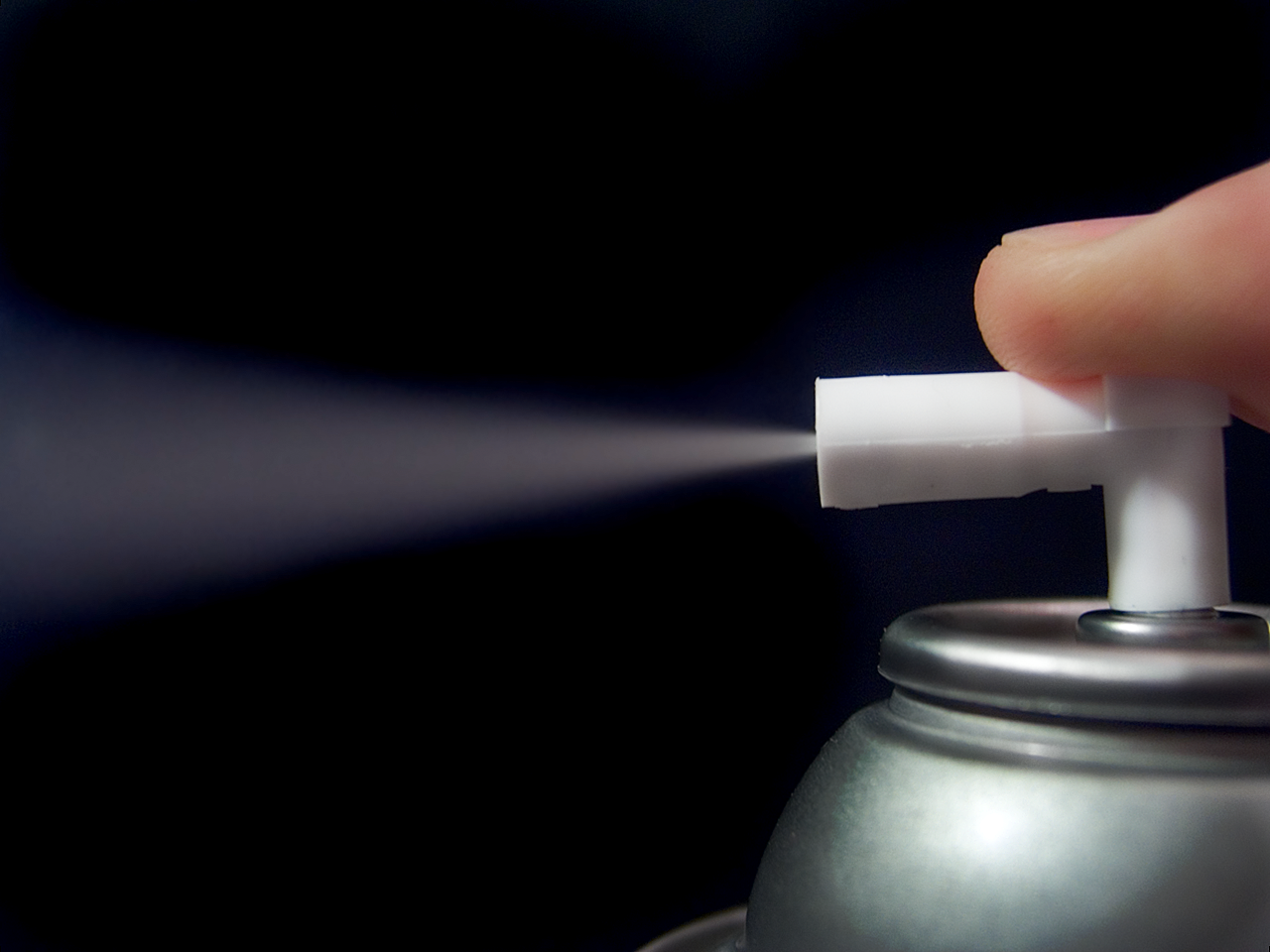
Аерозольний диспенсер в формі металевого балону

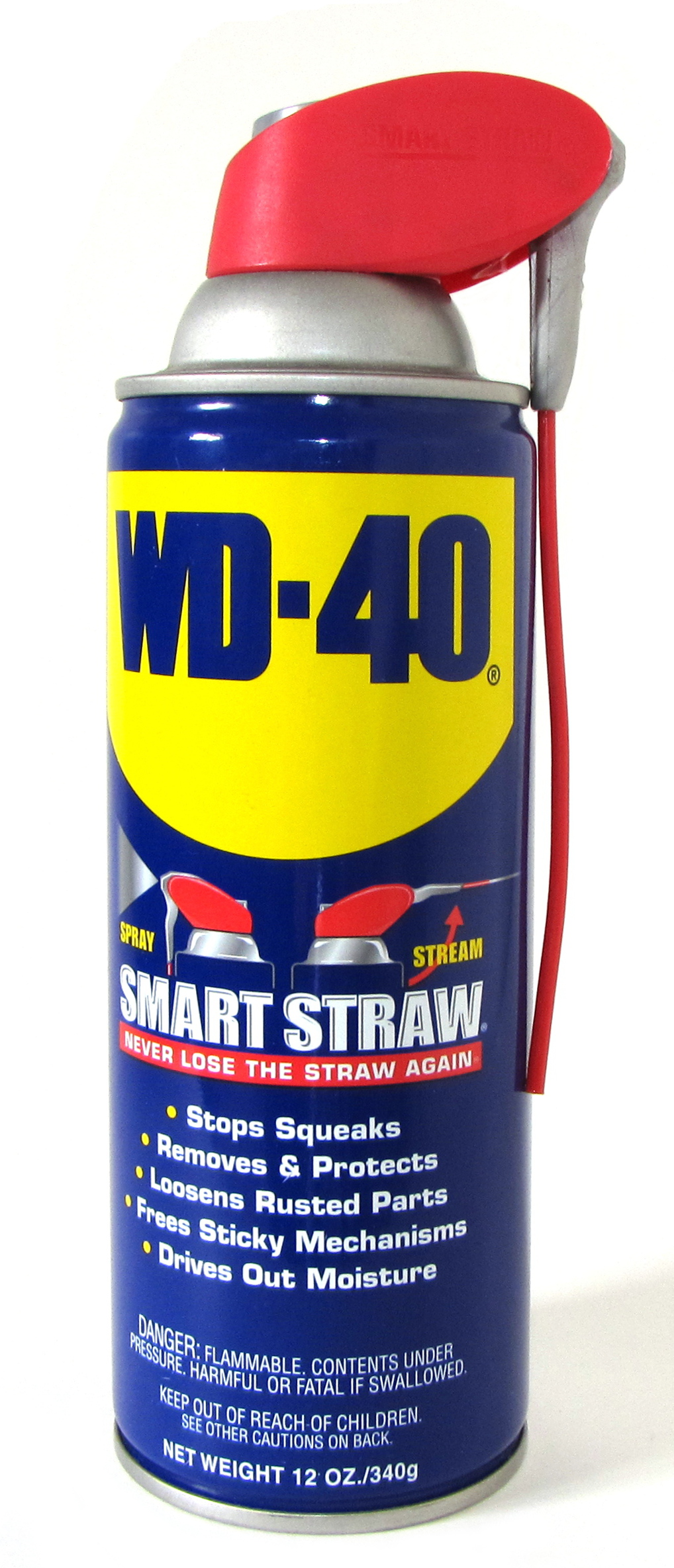
WD-40 — технічна змазка і очисник

Аерозольний диспенсер (також: аерозольний балон, аерозольна упаковка) — пристрій, який являє собою паковання з внутрішнім тиском для зберігання і контрольованої видачі аеродисперсних систем — дуже дрібних, невидимих неозброєним оком (розмір частинок від 10−7 до 10−5 см) рідких або твердих частинок, які знаходяться в зваженому стані в газоподібному або рідкому середовищі. Використовується для одержання аерозолю (піни, туману). Аерозольні диспенсери застосовуються як пристрої разового використання. Виконуються у вигляді металевого або скляного контейнера (у формі пляшки — рідше), проте, можуть бути і збірними (з двох або трьох ємностей) і мати різну форму та конструкцію.
Виготовляється дуже широкий асортимент товарів де використовуються аерозольні диспенсери: лак для волосся, засоби для засмаги, засоби від опіків, засоби від поту, парфумерні рідини, дитяча присипка, креми/гелі для гоління, освіжувачі повітря, освіжувачі ротової порожнини, лікарські форми, лако-фарбові вироби (нітроемалі), харчові продукти (рідкий сир, збиті вершки), перцеві аерозолі що увійшли до штатного спорядження поліцейських США, аерозолі сльозоточивої та дратівної дії, стиснуте повітря для очищення електронного устаткування й інших чутливих пристроїв, засоби від комах, поліуретан (монтажна піна). Протягом багатьох років лаки для волосся складали більш 30 % від загального об'єму виробництва парфумерно-косметичних товарів у світі.
Таке паковання аерозолей виникло в 1949 році і з того часу отримало широке поширення.

## Принцип роботи

Підписи зверху-вниз:
розпилювальний отвір, ковпачок-активатор, розпилювальна головка, внутрішнє ущільнення, зовнішнє ущільнення, стрижень, пружина, корпус (кишені), трубка

Аерозольний диспенсер складається з металевого або скляного балону в якому під тиском перебуває активна речовина (чи продукт) з пропелентом (стиснуті гази), клапанних пристосувань, розпилювальної головки та сифонної трубки. Клапан чи вентиль складається з запобіжного ковпачка, диска, розпилювальної головки, днища, зовнішнього ущільнення, внутрішнього ущільнення, стрижня, пружини, корпуса (кишені), трубки. Ковпачок запобігає випадковому натисканню розпилювальної головки. Герметизація в аерозольному диспенсері залежить від взаємного розташування стрижня та ущільнення на корпусі. В стрижні наявний отвір, який при вільному розташуванні стрижня перебуває вище ущільнення. В цьому стані аерозольний диспенсер герметично закритий. Над вмістом перебуває шар газоподібного стиснутого пропеленту, який створює тиск на вміст ємності. Коли балон закритий, частина газу випаровується і створює всередині ємності тиск 0,3-0,6 МПа.
Механізм роботи такий: для того, щоб користуватись виробом натискають пальцем на головку клапана і відкривають його. Продукт під тиском газу по сифонній трубці подається до отвору в стрижні клапану, який під дією пальця опустився нижче ущільнення, і з отвору виривається струя із сильно розпиленими частинками. Зріджений газ переходить в газоподібний стан і розсіюється в просторі, а активний продукт тонким шаром покриває предмет на який направлений отвір на диску.
В залежності від продукту, струя може нагадувати туман (лаки, фарби, одеколони), дим або порох (пудра, дитяча присипка), піну (шампуні, креми для гоління, харчова пінка).

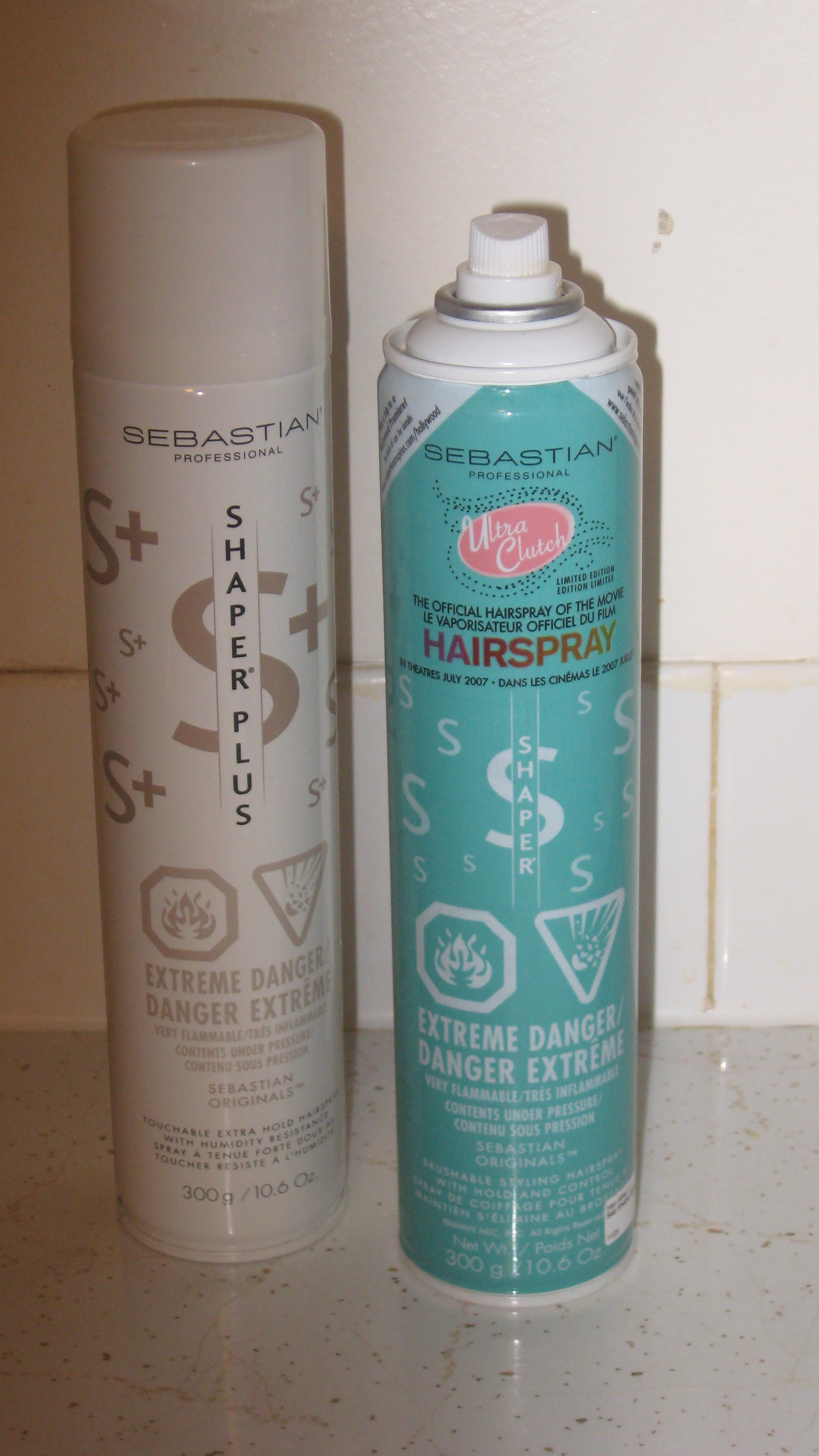
Лак для волосся

При використанні як пропеленту зріджених газів тиск в ємкості завжди залишається постійним, оскільки одночасно зі збільшенням об'єму газоподібного шару і зменшення тиску в ньому пропелент із рідкої фази переходить в газоподібну і підтримує постійний тиск доти, поки в ємності є рідкий пропелент.

## Пропеленти
Пропеленти, функція яких — видача активного продукту з диспенсера шляхом створення в ньому тиску розділяють на три основні групи:
- зріджені гази: фторорганічні з'єднання, тобто хладони: хладон-11 (трихлорфторметан), хладон-12 (дихлордифторметан), хладон-14, хладон-21 (дихлорфторметан), хладон-22 (хлордифторметан), хладон-113 (трихлортрифторетан), хладон-114 (дихлортетрафторетан), хладон-142 (хлордифторетан), хладон-С318 (октафторциклобутан)); хлоровані вуглеводні (вінілхлорид і ін.), вуглеводні парафінового ряду (бутан, пропан, ізобутан і ін.);
- зтиснені (важкозтискувані) гази: азот, закис азоту і ін;
- леткі органічні розчинники: етиленхлорид і ін.

Хладони (хладон-11, хладон-12, хладон-14), а також їх суміші, широко використовуються у парфумерно-косметичній промисловості. Більшість хладонів негорючі, пожежобезпечні, безколірні, не мають запаху чи смаку.
В Радянському Союзі як пропелент використовували фреони, наприклад суміш фреону-112 і фреону-114, чи суміш їх з ізопропілміристинатом.

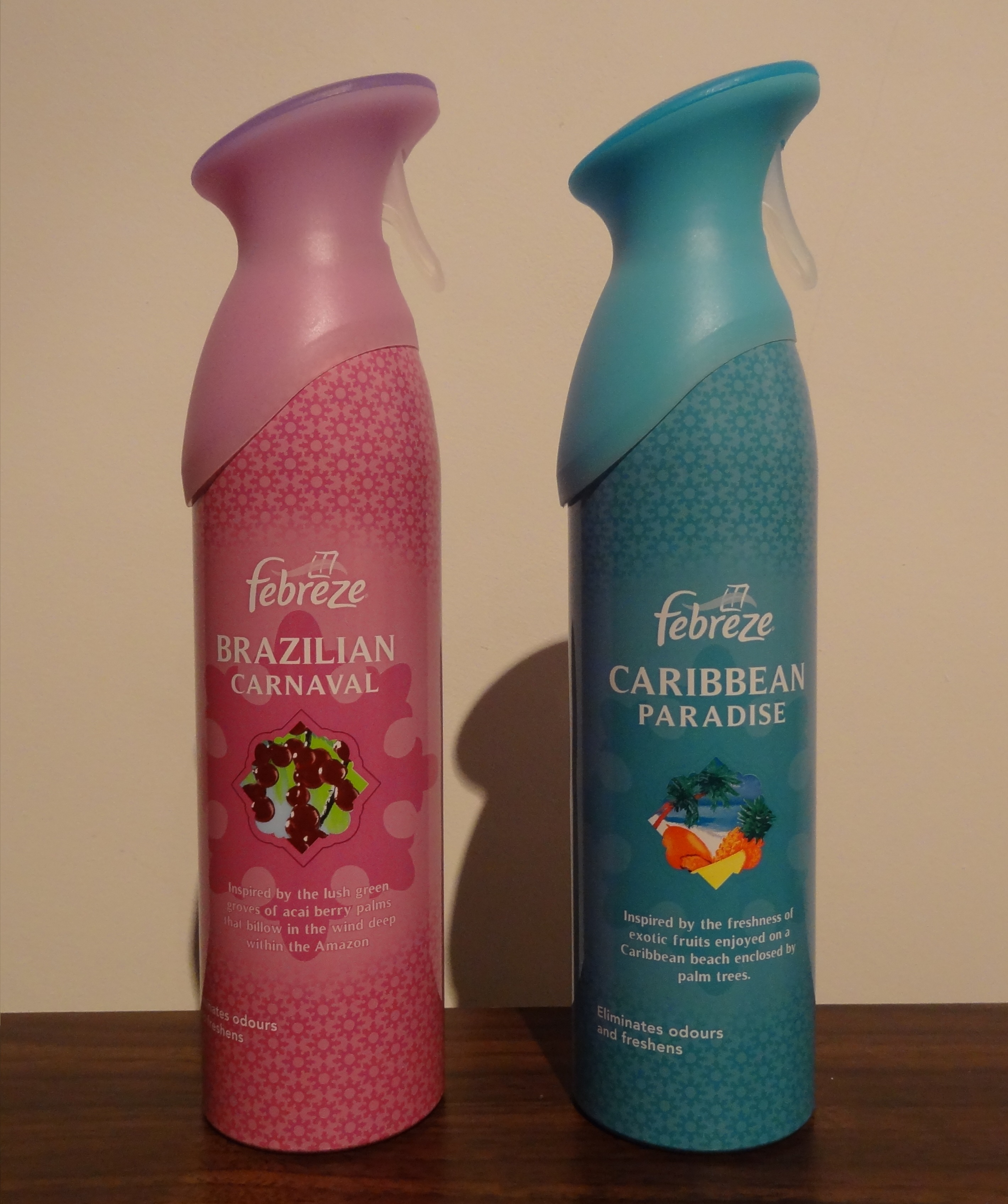
Освіжувач повітря

Для захисту тари аерозольних упаковок з жерсті та алюмінію використовують однокомпонентні епоксидно–фенольні матеріали.

### Вимоги до пропелентів
Пропеленти повинні відповідати таким основним вимогам:
- гранична допустима концентрація по токсичності в повітрі виробничих приміщень не нижче 500см3/м3;
- повинні бути хімічно інертними і не піддаватись гідролізу;
- при евакуації продукту з диспенсера пропелент не повинен утворювати вибухонебезпечні суміші з повітрям;
- не здійснювати подразнюючу дію на шкіру, дихальні шляхи, слизову оболонку очей;
- тиск насиченої пари пропеленту при 20 °C повинен знаходитись в межах 0,2-0,8 МПа;
- забезпечувати подачу не менше 98 % вмістимого диспенсера.

При виборі пропелентів враховують властивості продукту і вимоги до характеру струї, призначення продукту, консистенцію і хімічний склад продукту, розчинну здатність пропелента, характер дії пропелента на тару. Кількість пропелента залежить від призначення аерозолей і може коливатись в межах співвідношень маси пропелента до продукта від 8:92 до 95:5.
Для отримання піни як пропелента застосовують стиснені (не зріджені) гази: азот, закис азоту, гелій. Азот також виключає можливість окиснення продукта.

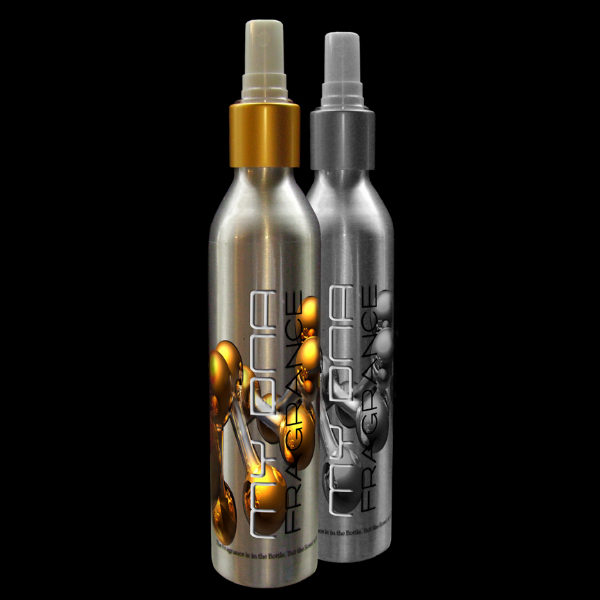
Алюмінієва пляшка для напоїв з розпилювачем.

## Розчинники
Як розчинники використовують органічні розчинники (вуглеводні, спирти, ефіри, кетони і ін) і воду. Розчинники призначені для отримання розчину активної речовини з пропелентом. Також за допомогою пропелента розчинник допомагає розприділенню невеликої кількості повітря в активній речовині. Якщо використовується вода, то при виборі пропелента враховують можливість протікання реакції гідролізу і характер дії пропелента в такому випадку на тару.
Склад одеколонів, на водній основі приблизно такий: 3 % парфумерної композиції, 36 % етилового спирту, 54 % дистильованої води і 7 % пропелентів (хладон-С318 і ізобутан у відношенні 70:30).

## Двокамерне паковання
В ній відсутній розчинник, а корисний продукт міститься в еластичному пакеті (плівковий поліетилен або алюмінієва фольга). Цей пакет поміщений в жорстку тару(балон), а пропелент оточує цей пакет зі всіх сторін, створюючи тиск на нього і при відкриванні клапана витісняючи вміст пакету. Таким чином пропелент відділений від тривалого контакту з корисним продуктом.

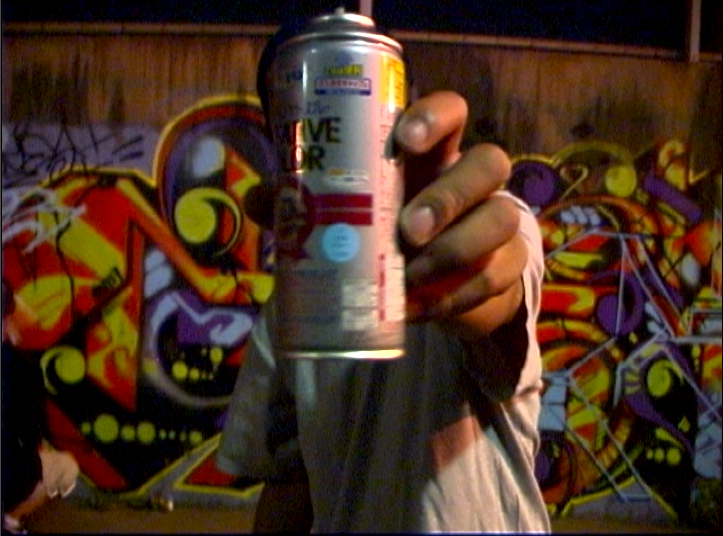
Фарба в аерозольному диспенсері (балон)
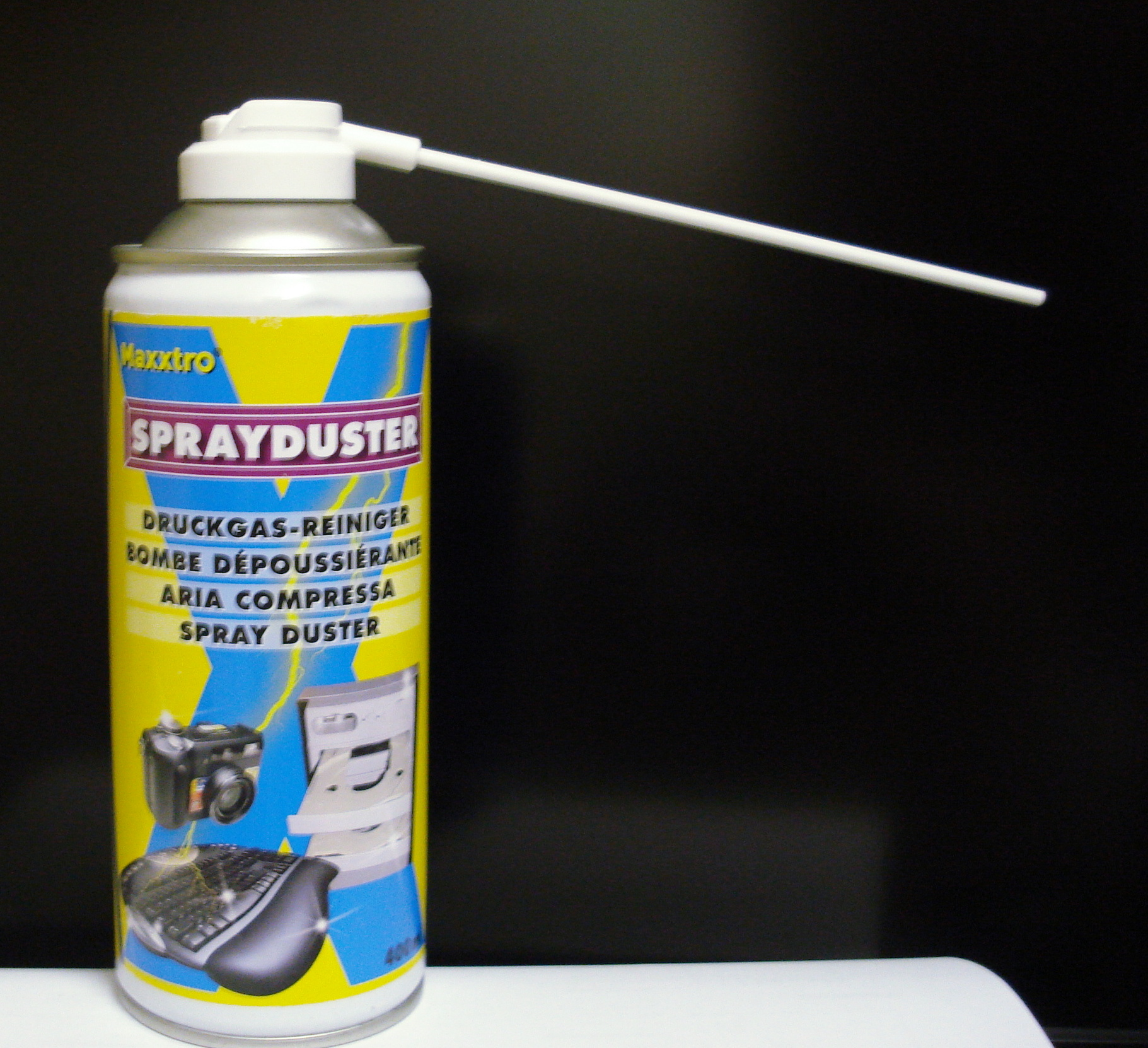
Стиснуте повітря для очищення електронного устаткування
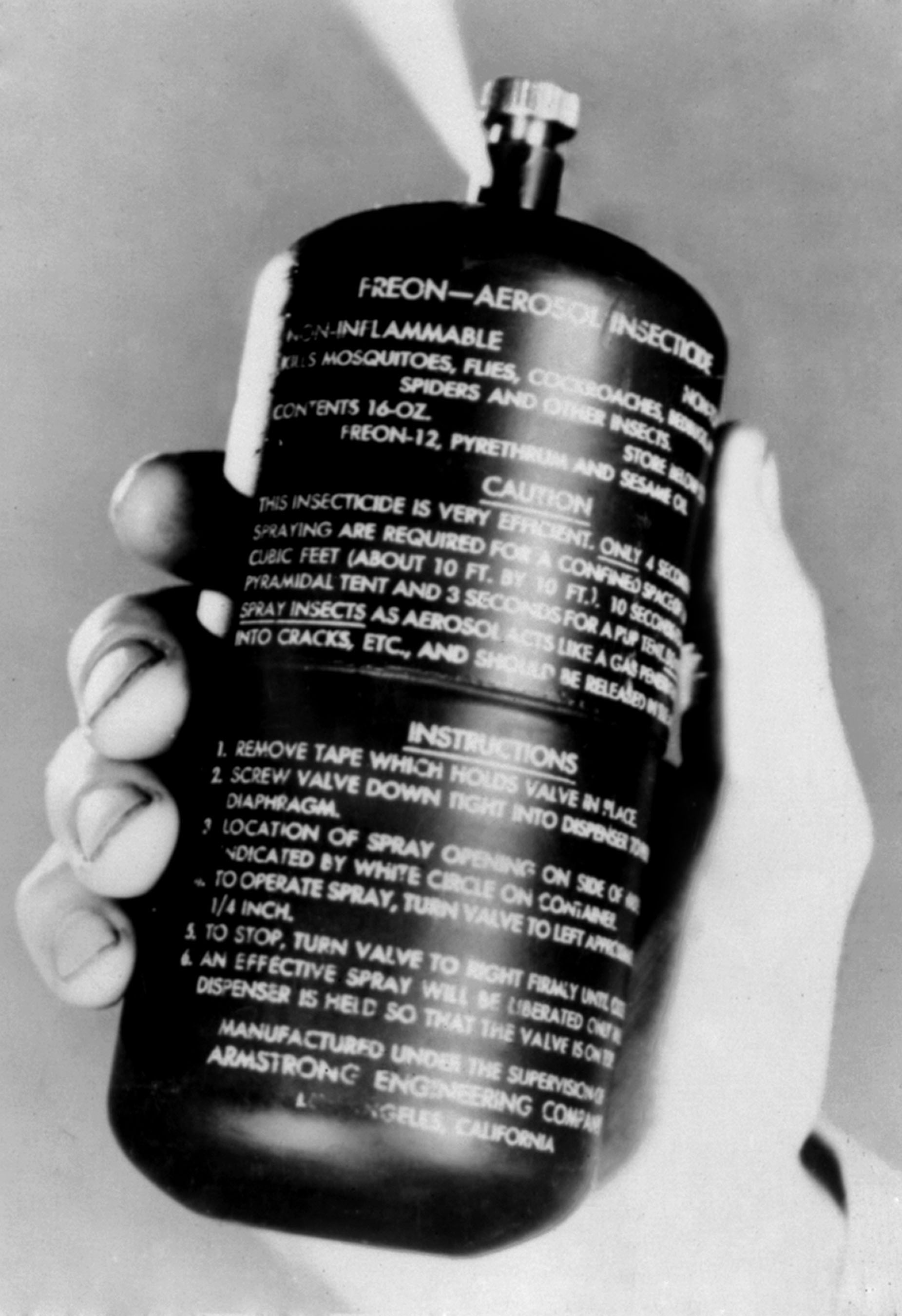
«Бомба для комах» — перший комерційний аерозольний балон
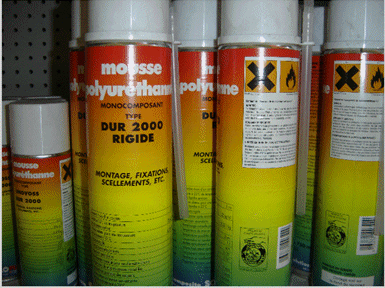
Монтажна піна